# أخوات أو ميزان السعادة
أخوات أو ميزان السعادة هو فيلم من نوع دراما أُصدر في 18 سبتمبر 1979. الفيلم من إخراج مارغريث فون تروتا، أما السيناريو فكان من كتابة مارغريث فون تروتا ولويزا فرانسيا ‏ و.

## القصة
تعيش الأختان ماريا وآنا معًا. ماريا، سكرتيرة بارعة، تشجع آنا على إكمال دراستها وبدء مسيرة مهنية؛ أما آنا، فتكتئب، وتهدد بترك الجامعة، وتتناول حبوبًا، وتكتب مذكراتها. عندما تبدأ علاقة ماريا بموريس، ابن رئيسها، بالتحول إلى علاقة حب، تتخذ آنا خطوة أنانية وجذرية تدفع ماريا إلى الوحدة. بعد أن فقدت ماريا القدرة على التواصل مع موريس، تمكنت من بناء علاقة مع ميريام، كاتبة في مكتبها، والتي أصبحت بمثابة أختها الصغرى البديلة، لكن ماريا متطفلة ومتعاونة في الوقت نفسه. وتتابع الأحداث لتبين قدرة هذه العلاقة على التعويض.

## طاقم التمثيل
- اغنيس فينك
- فريتز ليخنشتاين  [لغات أخرى]‏
- قسطنطين فيكر
- هاينز بينيت [الإنجليزية]‏
- يوتا لامب

## الإنتاج
موسيقى الفيلم التصويرية كانت من تأليف قسطنطين فيكر.

## الاستقبال

### الجوائز والترشيحات
فازت الممثله جوتا ليمب بجائزة أفضل ممثله في دور بطولة عن دورها ك (ماريا) في جوائز الفيلم الألماني. كما حازت المخرجة مارجريث فون تروتا على جائزه المهرجان الدولي لأفلام المرأة 

## وصلات خارجية
- أخوات أو ميزان السعادة على موقع IMDb (الإنجليزية)
- أخوات أو ميزان السعادة على موقع روتن توميتوز (الإنجليزية)
- أخوات أو ميزان السعادة على موقع ألو سيني (الفرنسية)
- أخوات أو ميزان السعادة على موقع Turner Classic Movies (الإنجليزية)
- أخوات أو ميزان السعادة على موقع أول موفي (الإنجليزية)
- أخوات أو ميزان السعادة على موقع فيلمافينيتي (الإسبانية)
- أخوات أو ميزان السعادة على موقع قاعدة بيانات الأفلام السويدية (السويدية)
- أخوات أو ميزان السعادة على موقع قاعدة بيانات الفيلم (الإنجليزية)
- أخوات أو ميزان السعادة على موقع ليتربوكسد (الإنجليزية)
- أخوات أو ميزان السعادة على موقع كينوبويسك (الروسية)